# Siegmund Henrici

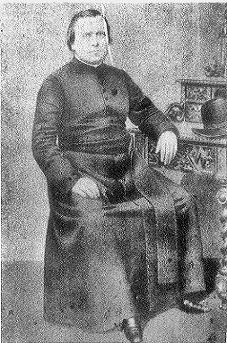
Pfarrer Siegmund Henrici um 1870

Siegmund Henrici, auch Sigmund, (* 13. August 1823 in Rimbach (Odenwald); † 21. Oktober 1884 in Ebersheim) war ein hessischer evangelischer, nach seiner Konversion katholischer Pfarrer und theologischer Autor.

## Leben
Henrici war Sohn eines lutherischen Arztes und seiner katholischen Frau. Durch diese erhielt er schon in der Kindheit Eindrücke von der katholischen Liturgie, da er sie öfter zur hl. Messe nach Mörlenbach begleitete. Nach Besuch des Gymnasiums in Darmstadt studierte er von 1841 bis 1844 evangelische Theologie an der Universität Gießen. Eine Bekehrung vom theologischen Rationalismus zum Pietismus erlebte Siegmund Henrici während der praktischen Ausbildung am Theologischen Seminar in Friedberg. 1847 wurde er Vikar in Großenlinden. Kurz darauf wurde er Pfarrverwalter und am 23. Dezember 1854 Pfarrer in Götzenhain. Hier vollzog sich zunächst seine Hinwendung zum „strengen Luthertum“. Ab 1853 bereitete sich mit dem Studium der Kirchenväter und der Schriften Wilhelm Löhes, schließlich durch das Hören von Jesuitenpredigten und den Austausch mit seinem früheren Kommilitonen Karl Wagner seine Konversion zum Katholizismus vor. Am 16. Oktober 1856 wurde er auf eigenen Antrag aus dem Dienst seiner Landeskirche entlassen und trat zur katholischen Kirche über. 1856/1857 besuchte er das bischöfliche Priesterseminar Mainz, am 19. Dezember 1857 empfing er die Priesterweihe und wirkte danach als Weltpriester im Bistum Mainz. 1860 wurde er Pfarrer in Kostheim, 1862 an St. Ignaz in Mainz, 1868 in Lörzweiler, 1872 in Ebersheim, wo er 1884 starb. Sein Grab auf dem dortigen Gemeindefriedhof ist noch vorhanden (2012).
Seine Konversion, die öffentliches Aufsehen erregte, begründete er mit dem Wunsch nach der sakramentalen Vollmacht im Bußsakrament, ohne die alle Seelsorge „hohl und eitel“ sei, und mit der Eucharistie, die die Heiligen hervorgebracht habe.
Mit Siegmund Henrici zusammen konvertierte sein Mitbruder Albert Dieffenbach (1832–1865), protestantischer Pfarrvikar von Dietzenbach. Dieffenbach wurde nicht katholischer Priester, sondern studierte Medizin und wirkte später als Militärarzt in Worms.

## Werke
- Offenes Sendschreiben an seine protestantischen Freunde. 1857
  - Erwiderung darauf: Peter Götz: Evangelism und Katholicism nach ihren Hauptunterscheidungslehren in Form e. Erwiederung auf d. öffentliche Sendschreiben d. Siegmund Henrici, vormaligem evangelischem Geistlichen jetzt katholischem Laien. 1857
- Die sieben Briefe der geheimen Offenbarung Johannis. 1862
- Sieben Fastenpredigten: gehalten während der Fastenzeit in der Pfarrkirche St. Ignaz zu Mainz. 1867